# Liste der Baudenkmale in Dissen am Teutoburger Wald
In der Liste der Baudenkmale in Dissen am Teutoburger Wald sind alle Baudenkmale der niedersächsischen Stadt Dissen am Teutoburger Wald aufgelistet. Die Quelle der Baudenkmale ist der Denkmalatlas Niedersachsen. Der Stand der Liste ist der 6. September 2022.
Der Denkmalatlas ist in diesem Bereich noch nicht vollständig und wird in Zukunft weiter ausgebaut.
Diese Liste ist noch nicht abschließend fertiggestellt.

## Allgemein
In den Spalten befinden sich folgende Informationen:
- Lage: die Adresse des Baudenkmales und die geographischen Koordinaten. Kartenansicht, um Koordinaten zu setzen. In der Kartenansicht sind Baudenkmale ohne Koordinaten mit einem roten Marker dargestellt und können in der Karte gesetzt werden. Baudenkmale ohne Bild sind mit einem blauen Marker gekennzeichnet, Baudenkmale mit Bild mit einem grünen Marker.
- Bezeichnung: Bezeichnung des Baudenkmales
- Beschreibung: die Beschreibung des Baudenkmales. Unter § 3 Abs. 2 NDSchG werden Einzeldenkmale und unter § 3 Abs. 3 NDSchG Gruppen baulicher Anlagen und deren Bestandteile ausgewiesen.
- ID: die Objekt-ID des Baudenkmales
- Bild: ein Bild des Baudenkmales, ggf. zusätzlich mit einem Link zu weiteren Fotos des Baudenkmals im Medienarchiv Wikimedia Commons. Wenn man auf das Kamerasymbol klickt, können Fotos zu Baudenkmalen aus dieser Liste hochgeladen werden:

| Lage                                               | Bezeichnung                                 | Beschreibung | ID       | Bild           |
| -------------------------------------------------- | ------------------------------------------- | --- | -------- | -------------- |
| Am Bahnhof 52° 6′ 43″ N, 8° 11′ 5″ O               | Bahnhof Dissen (Empfangsgebäude)            | Im Norden der Anlage gelegenes zweigeschossiges Gebäude, Fachwerk mit Ziegelausmauerung, südlich mit Schieferverkleidung, geohrte Fenster- und Türöffnungen, Satteldach mit zwei Queraufbauten, errichtet wohl ursprünglich 1864. Nordwestlich die Bahnsteigüberdachung als Holzkonstruktion direkt anschließend. | 35470617 | BW             |
| Am Bahnhof 52° 6′ 42″ N, 8° 11′ 8″ O               | Bahnhof Dissen (Güterabfertigung)           | Südöstlich an den Südostgiebel des Empfangsgebäudes direkt anschließende Güterabfertigung, Fachwerk mit Ziegelausmauerung, Satteldach mit Abschleppung nordöstlich, errichtet um 1880. | 35471331 | BW             |
| Am Hang 1 52° 7′ 44″ N, 8° 11′ 50″ O               | Hof Stumpe                                  | Giebel- und traufständig zur Straße gelegenes Wohn-/Wirtschaftsgebäude, Zweiständerbau, Ostgiebel zweimal flach vorkragend, Fachwerk mit verputzten Gefachen, teils massiv ersetzt, Satteldach, errichtet 1833 (i) von Zimmermeister Biele. Nördliche und südliche Traufseite, im Bereich des Wohngiebels, jeweils mit zweigeschossiger Erweiterung. | 35470503 | BW             |
| Am Kirchplatz 52° 6′ 52″ N, 8° 12′ 17″ O           | St. Mauritius in Dissen am Teutoburger Wald | Im Kirchhofe gelegene Kirche, als kreuzförmiger Saalbau mit zweijochigem Langhaus, gerade geschlossenem Chor und Kreuzarmen von 1276, auf den Grundmauern eines Vorgängerbaus geweiht. Der quadratische Westturm wohl noch vom Vorgängerbau. Aufgehendes Mauerwerk bis auf dem südlichen Querarm aus dem 13. Jh., aus regionalem Piepstein. Im Inneren Kreuzgratgewölbe sowie Vierung und Chor mit Rippengewölbe. Nachreformatorische Ausstattung mit Emporen, teils von 1654, Kanzel aus dem 17./18. Jh. und Altaraufsatz von 1765, wohl von Joseph Geitner. Orgelprospekt von 1789 von H.W. Müller aus Wittmund. Sandsteinerne Figuren wohl als Reste eines Epitaphs aus dem frühen 17. Jh. Kelch mit romanischem Fuß, gotischem Schaft und barocker Kuppa. | 35470127 | Weitere Bilder |
| Am Kirchplatz 1 52° 6′ 52″ N, 8° 12′ 14″ O         | Wohn-/ Geschäftshaus                        | Nordwestlich des Kirchhofes gelegenes zweigeschossiges Wohnhaus als Eckbebauung, verputzter Massivbau, Eckbetonung durch Lisenen, profilierte Steingesimse, Sandsteinumrandungen, Satteldach mit Dreieckgiebel östlich, errichtet um 1880. Nordgiebel mit Balkon und Eingangstür über vorgelegter Treppe. Westliche Traufseite aufgrund des Geländerversprungs mit hohem Kellergeschoss. | 35470408 | BW             |
| Am Kirchplatz 2 52° 6′ 51″ N, 8° 12′ 14″ O         | Wohn-/ Geschäftshaus                        | Westlich des Kirchhofes gelegenes zweigeschossiges Wohnhaus mit Gaststätte, Fachwerk mit verputzten Gefachen, Satteldach, errichtet um 1800. Westlich aufgrund des Geländeversprungs ein massives, hohes Kellergeschoss. | 35470385 | BW             |
| Am Kirchplatz 3 52° 6′ 51″ N, 8° 12′ 14″ O         | Wohnhaus                                    | Westlich des Kirchhofes gelegenes zweigeschossiges Wohnhaus, Fachwerk mit verputzten Gefachen, geschnitzten Geschossbalkenköpfen und weiteren Verzierungen, Satteldach, errichtet um 1800. Das dritte OG nachträglich aufgesetzt. | 35470362 | BW             |
| Am Kirchplatz 4 52° 6′ 50″ N, 8° 12′ 14″ O         | Wohn-/ Geschäftshaus                        | Westlich des Kirchhofes gelegenes Wohnhaus mit Gaststätte, aus zwei Gebäudeteilen mit unterschiedlichen Firsthöhen bestehend, Fachwerk mit verputzten Gefachen, Satteldächer mit Schleppgaupen, errichtet um 1800. | 35470339 | BW             |
| Am Kirchplatz 5 52° 6′ 50″ N, 8° 12′ 14″ O         | Apotheke                                    | Westlich des Kirchhofes gelegenes, freistehendes, zweigeschossiges Wohn- und Geschäftshaus der Alten Apotheke, massiver Sandsteinbau im neoklassizistischen Stil, östliche Traufseite mit portikusartiger Eingangssituation, Satteldach mit nachträglichem Dachaufbau, errichtet 1832 (i). | 35470315 | BW             |
| Am Kirchplatz 6 / 6a 52° 6′ 49″ N, 8° 12′ 15″ O    | Wohnhaus                                    | Südwestlich des Kirchhofes gelegener Baukomplex aus zwei im rechten Winkel zueinander stehenden Gebäudeteilen mit unterschiedlichen Gesimshöhen, Putzbauten, Satteldächer, errichtet um 1880. Nachträglich durch verschiedene Umbauten verändert. | 35470291 | BW             |
| Am Kirchplatz 7 52° 6′ 49″ N, 8° 12′ 16″ O         | Wohnhaus                                    | Südlich des Kirchhofes gelegenes dreigeschossiges Wohnhaus, massiver Putzbau, Krüppelwalmdach mit Zwerchhäusern zu beiden Seiten, errichtet um 1910. | 35470267 | BW             |
| Am Kirchplatz 8 52° 6′ 49″ N, 8° 12′ 17″ O         | Wohnhaus                                    | Südöstlich des Kirchhofes gelegenes, freistehendes, zweigeschossiges Wohnhaus mit Bibliothek, massiver Putzbau mit eklektizistischen Stilelementen, Pilster, profilierte Gesimse, Satteldach mit Zwerchhaus nordwestlich, errichtet um 1870. Südwestgiebel mit nachträglicher, zweigeschossiger Erweiterung. Nordwestlich eingeschossiger Vorbau mit Flachdach. | 35470243 | BW             |
| Am Kirchplatz 9 52° 6′ 50″ N, 8° 12′ 17″ O         | Wohnhaus                                    | Östlich des Kirchhofes gelegenes zweigeschossiges, traufständiges Wohnhaus, Fachwerk mit verputzten Gefachen, südwestliche Giebelseite freistehend und verputzt, Satteldach mit Zwerchhaus nordwestlich, errichtet um 1800, wohl zusammen mit den Wohnhäuser Nr. 10 und 11. | 35470220 | BW             |
| Am Kirchplatz 10 52° 6′ 50″ N, 8° 12′ 17″ O        | Wohnhaus                                    | Östlich des Kirchhofes gelegenes, zweigeschossiges, traufständiges Wohnhaus, Fachwerk mit verputzten Gefachen, Satteldach mit Schleppgaupe nordwestlich, errichtet um 1800, wohl zusammen mit den Wohnhäusern Nr. 9 und 11. | 35470197 | BW             |
| Am Kirchplatz 11 52° 6′ 50″ N, 8° 12′ 17″ O        | Wohnhaus                                    | Östlich des Kirchhofes gelegenes, zweigeschossiges, traufständiges Wohnhaus, Fachwerk mit verputzten Gefachen, Satteldach, errichtet um 1800, wohl zusammen mit den Wohnhäusern Nr. 9 und 10. | 35470174 | BW             |
| Am Kirchplatz 12 52° 6′ 51″ N, 8° 12′ 18″ O        | Wohn-/ Geschäftshaus                        | Östlich des Kirchhofes gelegenes, zweigeschossiger verputzter Massivbau, neoklassizistische Stilelemente, Eckbetonung, Sandsteinumrandungen, Satteldach nach Norden abgewalmt und mit Schleppgaupen, errichtet 1832 (i). Östlich aufgrund des Geländeabfalls ein hohes Kellergeschoss. | 35470151 | BW             |
| Am Krümpel 1 52° 6′ 52″ N, 8° 11′ 53″ O            | Fabrikantenvilla Homann (Wohnhaus)          | Die Fabrikantenvilla des Unternehmens Homann Feinkost ist ein im Osten des Grundstückes gelegenes, stattliches, zweigeschossiges Wohnhaus über unregelmäßigem Grundriss, Putzbau mit Sandsteingliederung, Krüppelwalmdach mit Giebelgaupen, errichtet wohl im Zusammenhang mit der Gründung der Homann-Fabrik um 1876. Der rückwärtige Seitenflügel im Norden wohl um 1900, der ebenfalls rückwärtige Altan jünger. | 35470082 |                |
| Am Krümpel 1a 52° 6′ 52″ N, 8° 11′ 51″ O           | Fabrikantenvilla Homann (Gesindehaus)       | Westlich des Wohnhauses gelegenes, ehemaliges Gesindehaus mit Wohnung und Garagen, über unregelmäßigem Grundriss, Fachwerkbau im Heimatstil, Satteldächer, als Nebengebäude 1929 (i) wohl aus einem älteren, zweigeschossigen speicherähnlichen Gebäude durch Um- und Anbau errichtet. Im eingeschossigen Anbau eine bauzeitliche Kaminanlage. | 38337992 |                |
| Am Krümpel 1a 52° 6′ 52″ N, 8° 11′ 53″ O           | Fabrikantenvilla Homann (Einfriedung)       | Das Grundstück nach Süden und Osten abschließende Einfriedung, massive und verputzte niedrige Mauer mit Pfeilern, zwischen diesen Metallgitter, errichtet wohl um 1900. Im Osten eine Toranlage mit doppelflügeligem Tor. Die Metallgitter und das Tor nach 1980 erneuert und in der Aufteilung verändert. | 45099486 |                |
| Am Sienkamp 4 52° 6′ 49″ N, 8° 13′ 11″ O           | Hof Niedermartmann                          | Giebelständig zur Straße gelegenes Wohn-/Wirtschaftsgebäude, Fachwerk mit verputzten Gefachen, teils massiv ersetzt, Satteldach, errichtet 1830 (i), wohl durch Meister Siedenkamp. | 35470729 | BW             |
| Bahnhofstraße 4 52° 6′ 50″ N, 8° 11′ 40″ O         | Firma Homann (Wasserturm)                   | Unmittelbar an der Straße erhebt sich der massive Wasserturm, mit kreisrundem Schaft aus rotem Backstein und verputzten, geschosstrennenden Gesimsen, darüber auskragendem, oktogonalen Wasserbehälter mit Helmdach und polygonalem Dachaufsatz, errichtet nach 1876. | 35469986 |                |
| Bahnhofstraße 4 52° 6′ 51″ N, 8° 11′ 43″ O         | Firma Homann (Straßenfassaden)              | Unmittelbar an der Straßen erheben sich die Südfassaden der alten Fabrikgebäude der Firma Homann, massives Backsteinmauerwerk mit verputzten Fensterrahmungen, Gesimsen und Putzspiegeln, Traufe teils in der Höhe gestaffelt, errichtet nach 1876. | 35471124 |                |
| Bahnhofstraße 5 52° 6′ 50″ N, 8° 11′ 47″ O         | Haus Homann (Villa)                         | | 35471053 |                |
| Bahnhofstraße 5 52° 6′ 49″ N, 8° 11′ 47″ O         | Haus Homann (Garten)                        | | 35471307 | BW             |
| Dahauser Straße 44 52° 6′ 28″ N, 8° 12′ 15″ O      | Hofanlage Heitz                             | In der ehemaligen Hofanlage gelegenes Wohn-/Wirtschaftsgebäude, Vierständerbau mit hallenhausähnlichem Raumgefüge, Fachwerk mit verputzten Gefachen, massiver quergestellter Wohnteil, Satteldächer, errichtet ursprünglich 1805 (i). Das Innengerüst weitgehend verändert. | 35471032 | BW             |
| Dahauser Straße 50 52° 6′ 30″ N, 8° 12′ 24″ O      | Wohn-/ Wirtschaftsgebäude                   | Traufständiger Bau, Fachwerk mit unverputzten massiven Außenwänden, Bruchstein mit verputzten Öffnungsumrandungen, Ziegelentlastungsbögen, Satteldach, errichtet um 1900. Im Inneren Diele mit einfachen Fachwerkwänden, Flett als Flur ausgebildet, alte Türen, Scherwand mit alter Treppe zum Aufsprung. | 35471012 | BW             |
| Große Straße 9 52° 6′ 52″ N, 8° 12′ 26″ O          | Wohn-/ Geschäftshaus                        | An einer Straßenkreuzung und Ecksituation gelegenes zweigeschossiges Wohn- und Geschäftshaus, Fachwerk mit verputzten Gefachen, Walmdach, errichtet 1816 (i). | 35470942 |                |
| Große Straße 12 52° 6′ 51″ N, 8° 12′ 23″ O         | Altes Pfarrhaus                             | Ursprünglich in einem Garten freistehendes anderthalbgeschossiger massiver Putzbau mit Sandsteinumrandungen der Öffnungen, mittigem Eingangsbereich mit vorgelegter Treppe nördlich, Walmdach, errichtet um 1880. | 35470921 | BW             |
| Große Straße 23 52° 6′ 53″ N, 8° 12′ 18″ O         | Wohn-/ Geschäftshaus                        | Traufständiges, zweigeschossiger Massivbau mit verputzter südlicher Traufseite und Ostgiebel, außermittige Eingangsachse mit Erker und darüberliegendem Dachhäuschen mit Balkon südlich, Öffnungen mit Sandsteinumrandungen, Satteldach, errichtet um 1880. Historische Fenster und Fensterläden, im Inneren bauzeitliche Malereien erhalten, darunter Holzimitationsmalerei. | 35470899 | BW             |
| Große Straße 33 52° 6′ 56″ N, 8° 12′ 14″ O         | Rathaus                                     | An einer Straßenbiegung gelegenes traufständiges, zweigeschossiger massiver Putzbau, westlich mit leicht vorspringendem, übergiebeltem Risalit, Sandsteingesimse und -umrandungen der Öffnungen, Walmdach mit stehenden Gaupen, errichtet um 1850. | 35470878 |                |
| Im Dorfe 23 52° 6′ 52″ N, 8° 13′ 28″ O             | Hof Dunker                                  | Im Vollerbenhof gelegenes Wohn-/Wirtschaftsgebäude, hallenhausartiger Bruchsteinbau mit Wohnteilerweiterung, Sandsteinumrandungen, Satteldach, errichtet um 1880. | 35470644 | BW             |
| Mühlenstraße 4 52° 6′ 58″ N, 8° 12′ 12″ O          | Villa                                       | Freistehend in einem Garten gelegene, anderthalbgeschossiger massiver Putzbau über unregelmäßigem Grundriss und hohem Sockel, bewegte Dachlandschaft, errichtet um 1910. Südwestlich ein Giebelrisalit mit geschweiftem Giebel. Fassaden durch unterschiedliche Materialien, wie Holz- und Fachwerkelemente, sowie Steinkämpfer und Sandsteineinlagen geprägt. Unterschiedliche Fensteröffnungen. | 35470836 | BW             |
| Mühlenstraße 5 52° 7′ 0″ N, 8° 12′ 10″ O           | Wohnhaus                                    | Ursprünglich mit einem kleinen Vorgarten giebelständig zur Mühlenstraße gelegenes, zweigeschossiger massiver Putzbau mit Eckrustizierung, profilierte Gesimsen, teils mit floralen Verzierungen, profilierte Sandsteinumrandungen der Segmentbogenöffnungen, außermittige Eingangstür östlich mit vorgelegter Treppe und dekorativem Türsturz, Satteldach mit weiter Auskragung, errichtet um 1910. Mit anderthalbgeschossigem, quergestelltem Gebäudeteil nach Norden erweitert. Im Inneren Teile der wandfesten Ausstattung mit Treppe, Türen, Holz- und Fliesenfußböden erhalten. | 44928740 | BW             |
| Osnabrücker Straße 2 52° 6′ 54″ N, 8° 11′ 56″ O    | Villa Streithorst                           | Traufständige, zweigeschossiger, verputzter Massivbau mit risalitartigen Fassadenvorsprüngen nordöstlich und an der südöstlichen Gebäudeecke, hier mit Balkon und Ziergitter, rustiziertem EG, Fenster mit Ädikularahmung und Brüstungsspiegeln im OG, Traufe mit Gesimszone, Eingangstür mit zweiläufiger, vorgelegter Treppe nordöstlich, Satteldach, errichtet um 1900. | 35470816 | BW             |
| Osnabrücker Straße 107 52° 7′ 25″ N, 8° 10′ 12″ O  | Hof Krenning (Heuerhaus)                    | Im Norden der Hofanlage gelegenes, giebelständiger Dreiständerbau, Fachwerk mit verputzten Gefachen, Satteldach, errichtet 1833 (i). Nordgiebel mit beidseitigen Schuppenanbauten unter Schleppdächern. | 35471229 | BW             |
| Osnabrücker Straße 107a 52° 7′ 22″ N, 8° 10′ 11″ O | Hof Krenning (Wohn-/ Wirtschaftsgebäude)    | Im Süden der Hofanlage liegt der Zweiständerbau mit Unterrähm, Fachwerk mit verputzten Gefachen, Südgiebel massiv ersetzt und verputzt, Satteldach, errichtet ursprünglich 1677 (i). Der Flettdielengrundriss mit Scherwand erhalten. Nordgiebel mit beidseitigen Anbauten als Wagenschauer und wohl Stallgebäude. | 35470591 | BW             |
| Osnabrücker Straße 107a 52° 7′ 24″ N, 8° 10′ 11″ O | Hof Krenning (Scheune)                      | Nördlich des Wirtschaftshofes gelegene Scheune, Fachwerk mit verputzten Gefachen, mittig eine Quereinfahrt, Satteldach, errichtet wohl noch im 18. Jh. Nördliche Traufseite mit Anbau. | 35471383 | BW             |
| Osnabrücker Straße 113 52° 7′ 25″ N, 8° 10′ 1″ O   | Hof Kollmeyer (Wohn-/ Wirtschaftsgebäude)   | Südlich und etwas abseits der Osnabrücker Straße gelegener Vierständerbau, Ständerreihen mit geschwungenen Kopfbändern, Fachwerk mit verputzten Gefachen, Satteldach, errichtet 1822 (i). Der Flettdielengrundriss mit Scherwand erhalten. | 35470569 |                |
| Osnabrücker Straße 114 52° 7′ 28″ N, 8° 9′ 54″ O   | Heuerhaus                                   | Traufständiges Wohn-/Wirtschaftsgebäude, verputzter Massivbau als Doppelheuerhaus mit Dielentoren an jeder Giebelseite, Sandsteinumrandungen, Satteldach, errichtet um 1850. | 35470548 | BW             |
| Robert-Koch-Straße 11 52° 6′ 56″ N, 8° 11′ 12″ O   | Hof Hommel                                  | Westlich der kleinen Stichstraße gelegenes Wohn-/Wirtschaftsgebäude, Dreiständerbau mit Kübbung nördlich, Fachwerk mit verputzten Gefachen, profilierte Knaggen, Satteldach, errichtet 1703 (i). Am Ostgiebel ein kleiner Anbau. | 35470525 | BW             |
| Rosinenstraße 18 52° 6′ 44″ N, 8° 12′ 14″ O        | Wohn-/ Wirtschaftsgebäude                   | Leicht schräg zur Rosinenstraße stehendes Gebäude, Fachwerk mit verputzten Gefachen, teils massive Außenmauern, Krüppelwalmdach mit Schleppgaupen, errichtet 1815 (i) als Querdielenhaus. Der Dielenbereich im Inneren verändert. | 35470750 | BW             |
| Schützenstraße 52° 6′ 55″ N, 8° 12′ 33″ O          | Westendarp-Gruft                            | Auf dem Friedhof von Dissen gelegene, umfriedete Grabanlage, massives Gebäude aus Natursteinmauerwerk, mit spitzbogigem Zugang, Inschrift „Ruhestätte der Familie Westendarp 1886“, Giebelbekrönung, errichtet 1886. | 35470990 | BW             |